# Râul Posta
Râul Posta este un curs de apă, afluent al râului Arieș. 